# Sekerkovy Loučky
Sekerkovy Loučky je vesnice, část obce Mírová pod Kozákovem v okrese Semily. Nachází se asi 1,5 kilometru jižně od Mírové pod Kozákovem.
Sekerkovy Loučky je také název katastrálního území o rozloze 5,99 km². Ve stejném katastrálním území leží i Dubecko, Hrachovice, Chutnovka, Kvítkovice a Stebno. Vesnicí protéká potok Stebenka.

## Historie
První písemná zmínka o vesnici pochází z roku 1392.

## Pamětihodnosti
- Hraniční (mezní) kříž
- Socha Panny Marie Immaculaty
- Pozůstatky renesanční tvrze v hospodářském dvoře U Staňků (čp. 2)

## Galerie

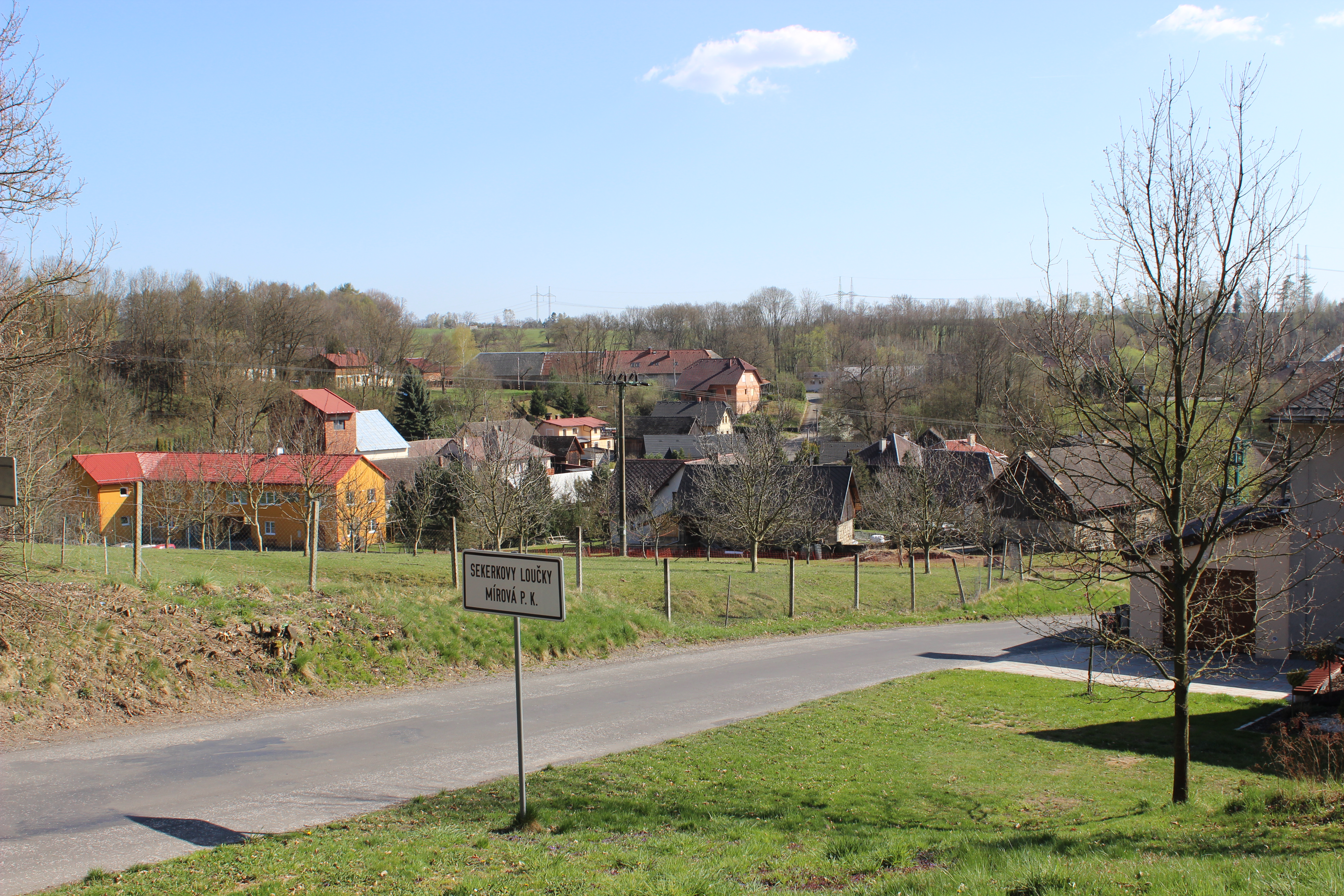
Pohled od severu
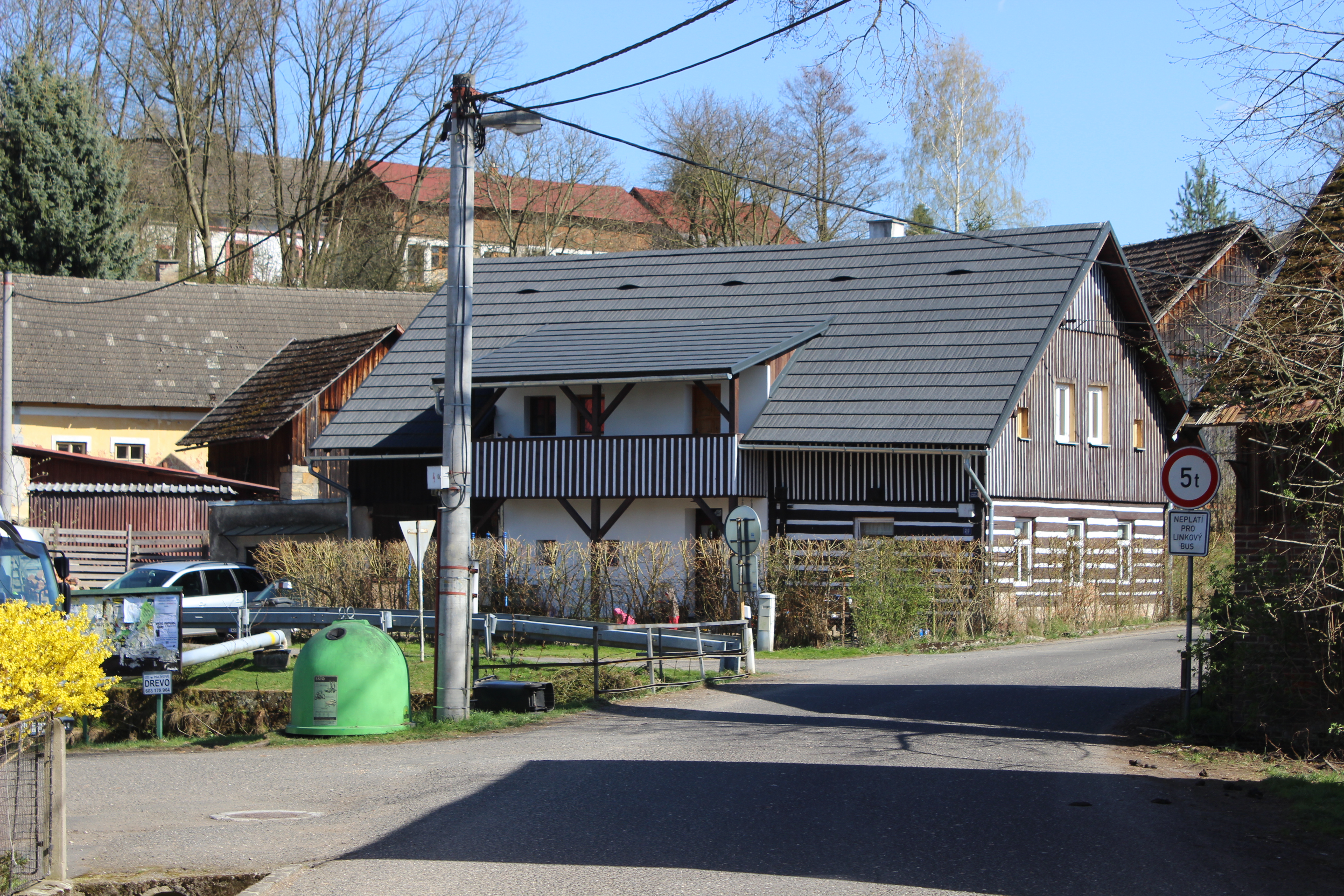
Dům číslo 20
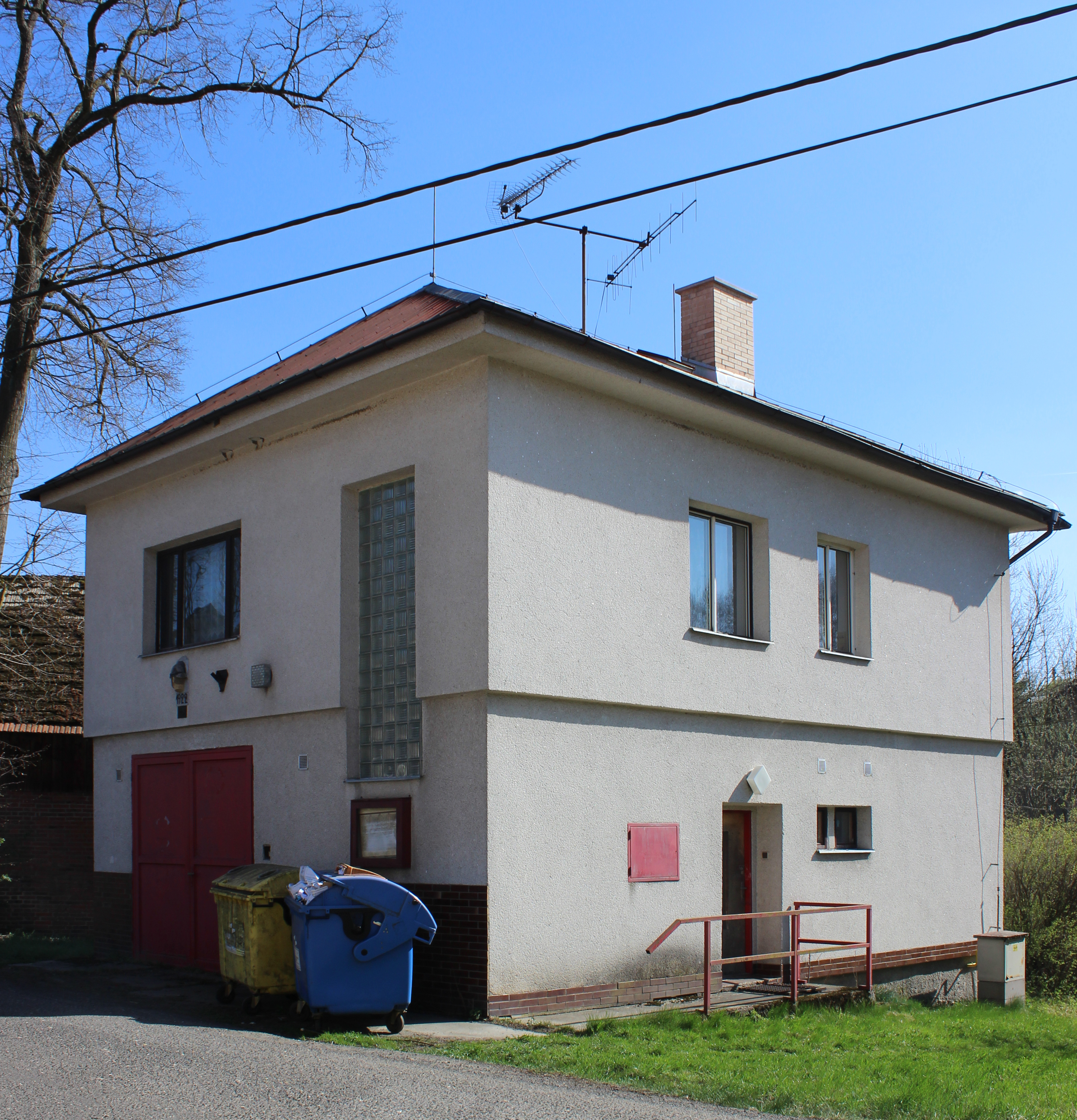
Hasičská zbrojnice
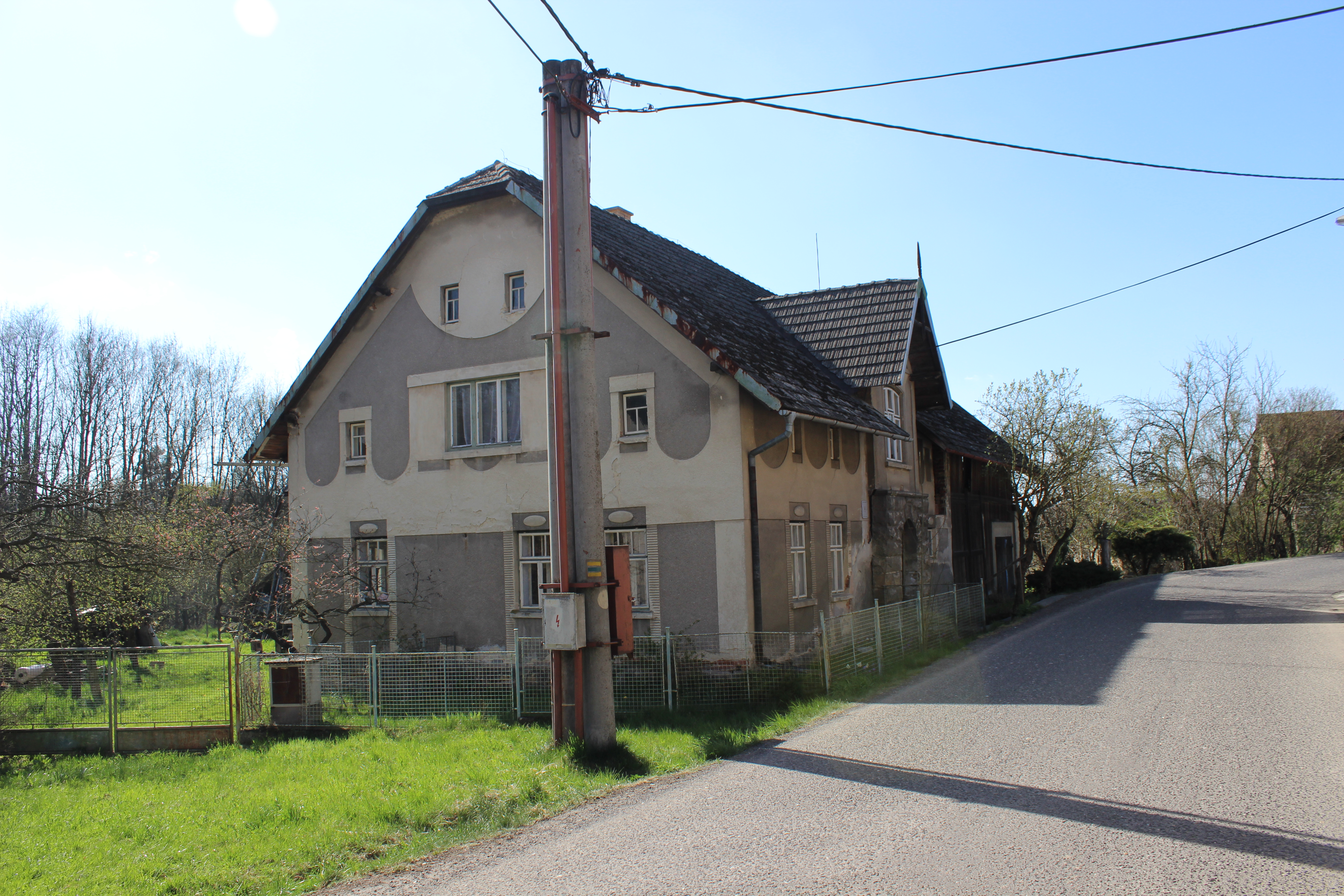
Dům číslo 31
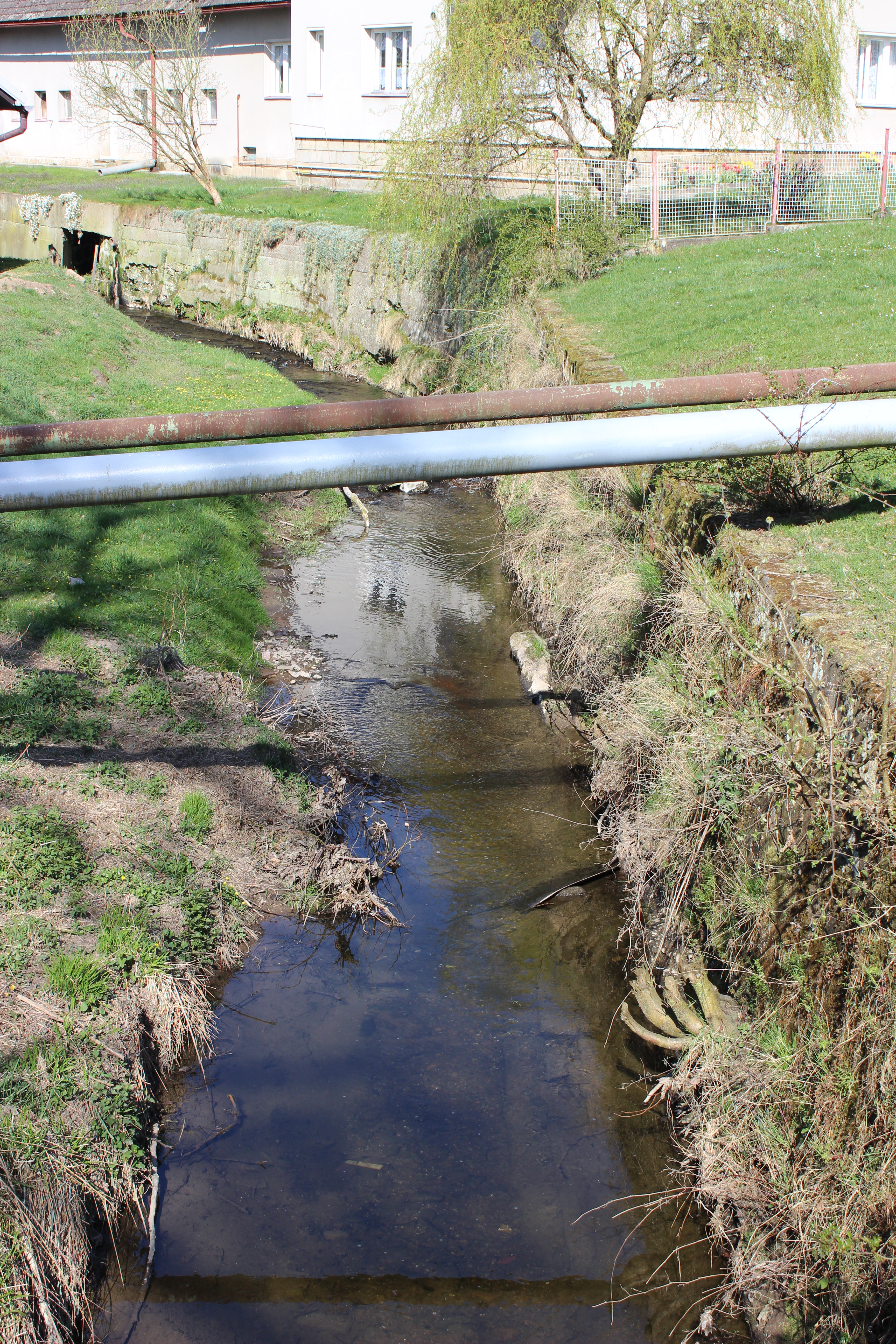
Potok Stebenka
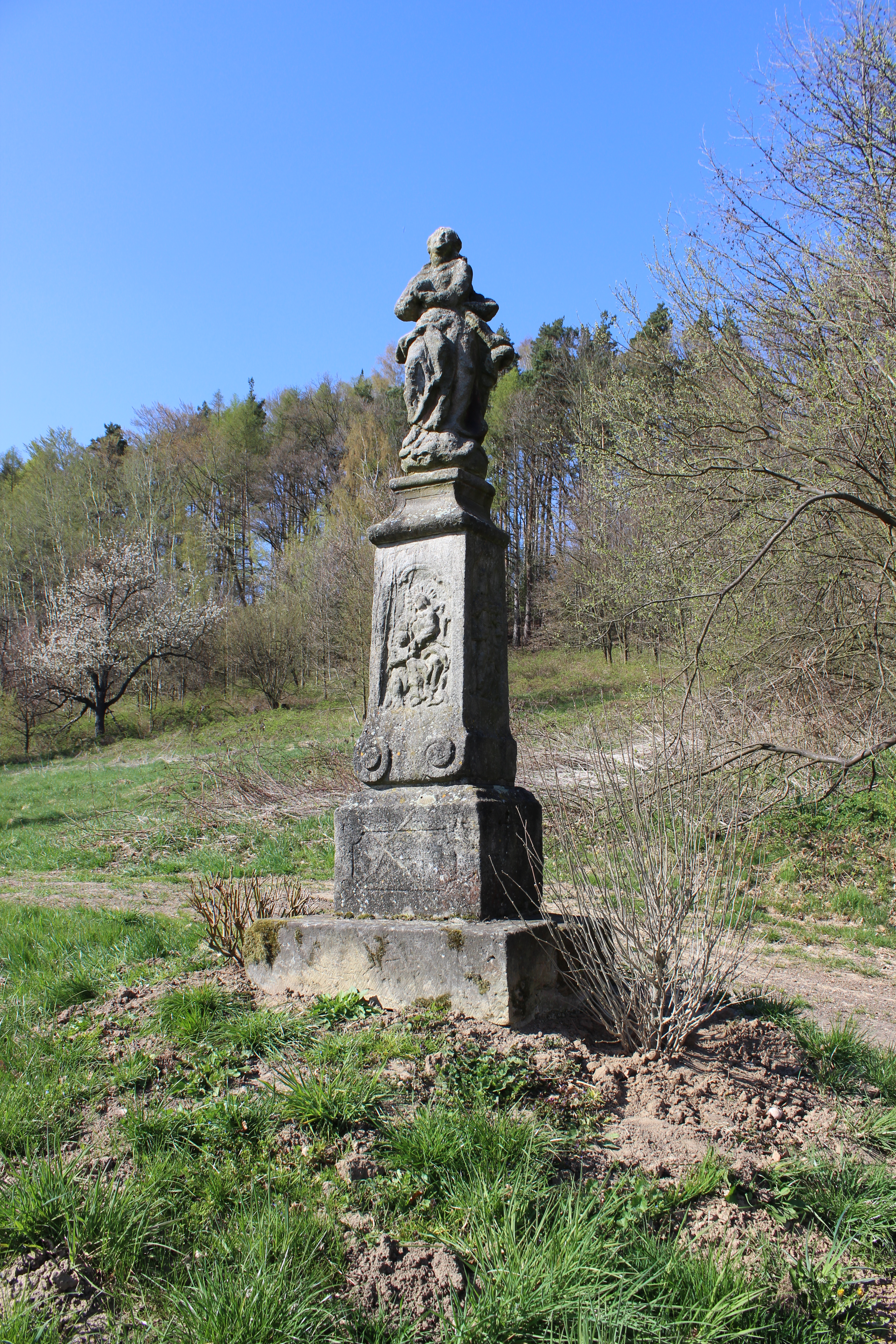
Památkově chráněná socha Immaculaty